# Ben Gordon (futbolista)
Benjamin Lawrence Gordon, más conocido como Ben Gordon (Bradford, Yorkshire del Oeste, Inglaterra, 2 de marzo de 1991), es un futbolista inglés. Se desempeña como defensa y actualmente milita en el Birmingham de la Football League Championship.

## Trayectoria
Ben se formó en las inferiores del Leeds United, antes de que el Chelsea lo contratara en 2007 por £1,5 millones cuando solo contaba con 16 años de edad.
En la temporada 2007-08, Ben destacó de tal forma en el equipo juvenil que se ganó un lugar en el equipo de reservas. Al principio, Ben solamente era suplente, pero al final de la temporada, Ben disputó partidos como titular.
En la temporada 2008-09, Ben no pudo establecerse en el equipo de reservas, debido a malas actuaciones y a lesiones recurrentes, lo que lo terminó marginando de la Selección de Inglaterra durante un tiempo. Sin embargo, luego de que Ryan Bertrand y Patrick van Aanholt fueran cedidos durante la temporada 2009-10, Ben tuvo la oportunidad de suplirlos en el equipo de reservas, mostrando la técnica que lo caracteriza y disputando todos los partidos.
El 25 de marzo de 2010, Benjamin fue cedido en préstamo al Tranmere Rovers hasta el 24 de abril del mismo año. Su debut con este equipo fue el 27 de marzo de 2010 ante el Brighton & Hove Albion.
El 5 de agosto de 2010, luego de haber regresado al Chelsea, Ben fue cedido al Kilmarnock FC de Escocia hasta el 5 de enero de 2011. Su debut con el Kilmarnock en la Premier League escocesa fue el 14 de agosto de 2010 ante el Rangers FC, en donde Gordon disputó los 90 minutos. En ese partido, el Rangers se impuso por 2-1. Su segundo partido en la liga fue el 22 de agosto de 2010 ante el Motherwell FC. En ese partido, el Motherwell se impuso por 1-0. Su primer gol con el Kilmarnock fue el 10 de noviembre de 2010 ante el Hamilton Academical, al haber anotado al minuto 34 el primer gol en la victoria de su equipo por 3-0.
El 6 de enero de 2011, un día después de haber terminado su período de cesión con el Kilmarnock, Gordon fue cedido al Scunthorpe United de la Football League Championship hasta el final de la temporada 2010-11. Además, ese mismo día, Gordon renovó su contrato con el Chelsea hasta el 2013. Sin embargo, tuvo que esperar un mes para unirse al Scunthorpe debido a una lesión en el muslo que sufrió durante su estancia en el Kilmarnock. Su debut con el Scunthorpe fue el 12 de febrero de 2011 en la derrota por 1-0 ante el Cardiff City. Sin embargo, con la llegada del entrenador Alan Knill al Scunthorpe, Gordon recibió menos oportunidades en el equipo, ya que solamente entró de cambio en algunos encuentros, mientras que en otros lo dejaba sentado en el banquillo.
El 17 de agosto de 2011, Gordon fue nuevamente cedido a un club de la League Championship, esta vez al Peterborough United hasta el 2 de enero de 2012. Su debut con este equipo sería tres días después en la victoria por 7-1 sobre el Ipswich Town, al haber entrado de cambio al minuto 57 por Mark Little. No obstante, un mes después de haber sido cedido, el Chelsea decidió terminar su cesión debido a la poca participación ofrecida en el Peterborough.

## Selección nacional
Ben ha sido internacional con la Selección de Inglaterra Sub-16 y Sub-17.

## Clubes
| Club                         | País       | Año         |
| ---------------------------- | ---------- | ----------- |
| Leeds United                 | Inglaterra | ¿? - 2007   |
| Chelsea FC                   | Inglaterra | 2007 - 2010 |
| Tranmere Rovers (Cedido)     | Inglaterra | 2010        |
| Kilmarnock FC (Cedido)       | Escocia    | 2010 - 2011 |
| Scunthorpe United (Cedido)   | Inglaterra | 2011        |
| Peterborough United (Cedido) | Inglaterra | 2011 - 2012 |
| Birmingham (Cedido)          | Inglaterra | 2012 -      |

## Estadísticas

### Clubes
| Tranmere Rovers Inglaterra                  | 2009-11             | 4  | 0 | 0 | 0 | 4  | 0 |
| Tranmere Rovers Inglaterra                  | Total               | 4  | 0 | 0 | 0 | 4  | 0 |
| Kilmarnock FC Escocia                       | 2010-11             | 18 | 1 | 3 | 0 | 21 | 1 |
| Kilmarnock FC Escocia                       | Total               | 18 | 1 | 3 | 0 | 21 | 1 |
| Scunthorpe United Inglaterra                | 2010-11             | 14 | 0 | 0 | 0 | 14 | 0 |
| Scunthorpe United Inglaterra                | Total               | 14 | 0 | 0 | 0 | 14 | 0 |
| Peterborough United Inglaterra              | 2011-12             | 1  | 0 | 1 | 0 | 2  | 0 |
| Peterborough United Inglaterra              | Total               | 1  | 0 | 1 | 0 | 2  | 0 |
| Total en su carrera                         | Total en su carrera | 37 | 1 | 4 | 0 | 41 | 1 |
| Estadísticas hasta el 24 de agosto de 2011. |                     |    |   |   |   |    |   |

- (*) FA Cup, Football League Cup, Copa de Escocia y Copa de la Liga de Escocia.

### Resumen estadístico
|                              | Partidos | Goles | Promedio |
| ---------------------------- | -------- | ----- | -------- |
| Football League Championship | 15       | 0     | 0        |
| Football League One          | 4        | 0     | 0        |
| Premier League de Escocia    | 18       | 1     | 0,06     |
| Copas nacionales             | 4        | 0     | 0        |
| Total                        | 41       | 1     | 0,02     |